# هارولد اسمیت
هارولد اسمیت (انگلیسی: Harold Smith؛ ۱۹ فوریه ۱۹۰۹ – ۵ مارس ۱۹۵۳) شیرجه‌رو اهل ایالات متحده آمریکا بود.
وی در مسابقات کشوری و بین‌المللی در مجموع برندهٔ ۱ مدال طلا، ۱ مدال نقره شده‌است.